# 11807 Wannberg
11807 Wannberg è un asteroide della fascia principale. Scoperto nel 1981, presenta un'orbita caratterizzata da un semiasse maggiore pari a 3,0723882 UA e da un'eccentricità di 0,1143787, inclinata di 8,86516° rispetto all'eclittica.